# 감익룡
감익룡(甘益龍, 1887년 12월 29일~1946년 9월 22일)은 한국의 독립운동가이다.
본관은 회산(檜山)이고 호(號)는 북서(北瑞)·동진(東津)이다. 만주국 지린 성 지린과 국민정부 시대 중화민국 대륙 본토 장쑤 성 상하이 망명 시절 양문석(楊文奭, 양원스)이라는 가명(假名)을 사용하였다.

## 생애

### 독립 운동
1906년에서 1909년까지 대한제국 조선 하급 관료직에 재임하였으며 1909년 대한제국 관료 사퇴를 한 그는 1년 후 1910년 경술국치를 통탄하여 매일신보에 대한제국 애국 사상을 고취하는 투고를 기입하고 그 후 독립투사를 양성하는 무관학교 설립에 참가하여 활동하다가 일경에게 체포되어 징역 2년 6월형을 선고받고 옥고를 치렀으며 출옥 후에도 일경을 비롯한 왜적의 감시와 취체가 심하여져서 상하이로 탈출하여 세월을 보내다가 1945년 상하이에서 8.15 광복을 목도하여 1946년 5월 31일, 서울로 환국하였다.

## 정당 관련 이력
- 한국독립당 행정위원(1932년 1월 ~ 1932년 12월)

## 사후
대한민국 정부에서는 고인의 공훈을 기리고자 1990년 대한민국 건국훈장 애족장을 각각 추서하였다.